# Dannie N. Heineman
Dannie N. Heineman (* 23. November 1872 in Charlotte, North Carolina; † 31. Januar 1962 in Greenwich, Connecticut) war ein belgisch-US-amerikanischer Ingenieur und Manager.

## Leben
Geboren 1872 in den USA, war Dannie N. Heineman das Kind der ursprünglich aus Deutschland stammenden jüdischer Auswanderer Minna und James Heinemann. Nachdem der Vater früh verstorben war, kehrte die aus Niedersachsen stammende Mutter mit ihrem Sohn nach Deutschland zurück, zog 1883 nach Hannover und eröffnete dort eine Pension.

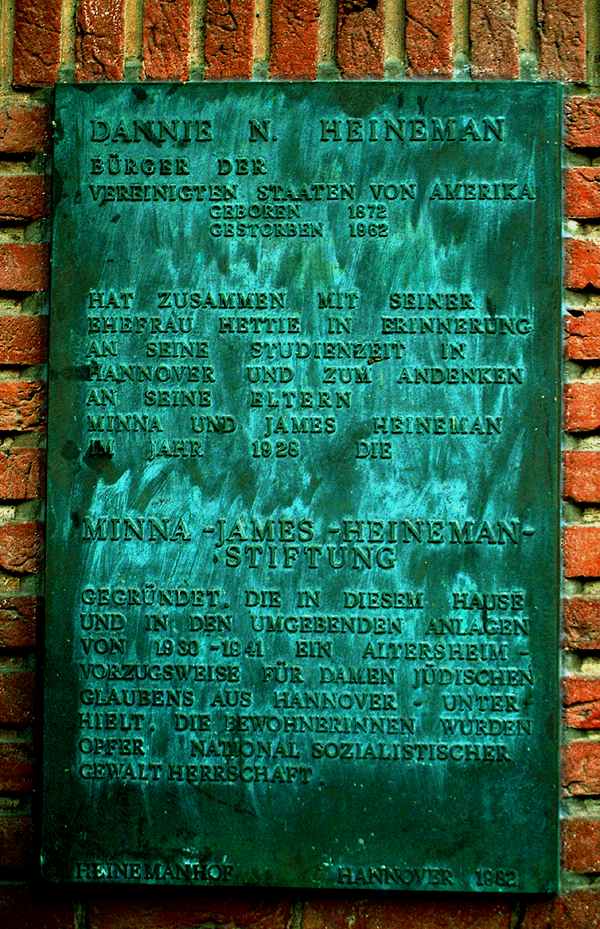
Gedenktafel der Stadt Hannover von 1982 am Heinemanhof

Bald studierte Dannie an der Technischen Hochschule in Hannover. Nach seinem Diplom als Elektroingenieur am 18. Juli 1893 wurde er bei der späteren AEG in Berlin eingestellt.
Voraussetzung für eine Produktlizenzvergabe durch die General Electric war die Beschäftigung von drei US-Staatsbürgern. Neben zwei anderen Mitarbeitern trug Heineman zum Erfüllen dieser Quote bei.
1901 beteiligte sich die AEG an der belgischen Union Electrique und entsandte Heineman als örtlichen Leiter nach Brüssel. Die Union Electrique wurde 1905 von der AEG mit Heineman an die Société Financièr de Transports et d’Enterprises Industrielles S.A. verkauft.
Dannie N. Heineman leitete die Sofina von 1905 bis 1955.
Als Belgien 1914 zu Anfang des Ersten Weltkrieges von deutschen Truppen besetzt wurde, verhandelte Heineman zwischen den Regierungen des Deutschen Reichs, dem Vereinigten Königreich, Frankreich und später den Vereinigten Staaten und konnte so zum Aufbau der Comité National de Secours et d’Alimentation und der Commission for Relief in Belgium beitragen, welche die Nahrungsmittelversorgung der belgischen Bevölkerung im Ersten Weltkrieg unterstützte. Später nahm die belgische Regierung Heineman in den 1950er Jahren als Anerkennung für diese Anstrengungen in den Orden Leopolds II. (Belgien) auf und beförderte ihn dort zum Grand-Officier.
Unterdessen war Dannies Mutter Minna 1927 in Hannover verstorben und wurde dort auch bestattet. Der Tod seiner „sehr verehrten Mutter“ veranlasste den inzwischen zu Vermögen gekommenen Heineman 1928 zur Gründung der Minna-James-Heineman-Stiftung „zur Erinnerung an seine Studienzeit in Hannover und zum Andenken an seine Eltern“. Zur Durchführung der Stiftungszwecke beauftragte „Heinemann“ den Architekten Henry van de Velde zum Bau des Heinemanhofes, eines Altersheimes für

„ältere, bedürftige alleinstehende Damen der gebildeten Stände, vorzugsweise jüdischen Glaubens [...] aus der Stadt Hannover ...“

Heineman setzte sich für eine Aufnahme des Deutschen Reichs in den Völkerbund ein.
1933 hatten das Regime von Adolf Hitler, Konrad Adenauer seiner Ämter enthoben und seine Konten gesperrt, worauf Dannie N. Heineman dem vormaligen Kölner Oberbürgermeister 10.000 Reichsmark überbringen ließ.
1936 lernte Dannie Heineman Chaim Weizmann kennen. Dannie Heineman, der zu dieser Zeit in Belgien lebte, konnte 1939 die luxemburgische Regierung dazu bringen, die bereits geschlossenen Grenzen für etwa 100 aus Deutschland kommende jüdische Familien zu öffnen. Sein überzeugendes Argument war, dass die Hotels in Luxemburg leer stünden und er für die Hotelzimmer und den Unterhalt der Juden zahlen werde. Die Juden würden ihrerseits nicht arbeiten und so den luxemburgischen Arbeitern auch keine Arbeitsplätze wegnehmen. Diese Vereinbarung funktionierte bis zum Einmarsch der deutschen Truppen am 10. Mai 1940. Zu diesem Zeitpunkt übergab sein Assistent Schmidt eine letztmalige Zahlung von sechs Monatsmieten an die Familien. Unter den derart Unterstützten war auch der Physiker Ernst Ising und seine Familie, die so Verfolgung und Krieg überlebten.
1940 verlegte die Familie Heineman ihren Wohnsitz von Brüssel nach Greenwich, Connecticut. Ende der 1950er schrieb Heineman ein Empfehlungsschreiben für Josef Cohn, mit dem dieser die wissenschaftliche Zusammenarbeit zwischen der Max-Planck-Gesellschaft und dem Weizmann-Institut für Wissenschaften in Rechovot einleitete.

## Veröffentlichungen
- Skizze eines neuen Europa, 1930.
- Dannie-Heineman-Preis für mathematische Physik[7]